# Waipapakauri
Waipapakauri ist eine kleine Siedlung im Far North District der Region Northland auf der Nordinsel von Neuseeland.

## Namensherkunft
Der Name der Siedlung setzt sich zusammen aus den Begriffen: „wai“ für „Wasser“, „papa“ für „eben“ oder „flach“ und  „kauri“ für den einheimischen Kauri-Baum.

## Geographie
Die Siedlung befindet sich rund 3,5 km nordwestlich von Awanui und rund 10 km nordnordwestlich von Kaitaia, am nordwestlichen Rand der Ebene des Awanui River. Der New Zealand State Highway 1 führt durch die Siedlung und bindet sie an Awanui und Kaitaia an. Nach Waipapakauri Beach mit dem Ninety Mile Beach an der Westküste sind es rund 5,5 km und zum Rangaunu Harbour im Norden knapp 2 km.
Verschiedene kleinere Seen, wie der Lake Rotokawau, der Lake Ngatu und der Lake Ngakapua, befindet sich westlich der Siedlung in unmittelbarer Nachbarschaft.

## Geschichte
Die 7. Schwadron der New Zealand Air Force unter A. J. Turner wurde im Februar 1942 in Waipapakauri als Reaktion auf den Ausbruch des Krieges mit Japan gebildet.

## Wirtschaft
Die Siedlung lebt vorzugsweise von der Farmwirtschaft.